# Selaginella rzedowskii
Selaginella rzedowskii là một loài dương xỉ trong họ Selaginellaceae. Loài này được Lorea-Hern. mô tả khoa học đầu tiên năm 1983.